# Scotismus
Scotismus ist eine Schulrichtung in der Philosophie der Spätscholastik und der frühen Neuzeit, die auf die Lehren Johannes Duns Scotus zurückgeht und insbesondere von Mitgliedern des Franziskanerordens vertreten wurde. Dabei wurde keine einheitliche Schulmeinung entwickelt, sondern unter Scotismus werden vorwiegend an Scotus orientierte, jedoch im Einzelnen individuelle Lehrmeinungen zusammengefasst. Als Gemeinsamkeit innerhalb der scotistischen Positionen gilt die absolute Unabhängigkeit Gottes, das Primat des Willens über die Vernunft und eine deutliche Trennung von Glauben und Erkenntnis. Die Scotisten nahmen im Universalienstreit wie die Thomisten eine gemäßigt realistische Position ein und standen damit gegen den Nominalismus auf der Seite der Via antiqua.
Bekannte Vertreter des Scotismus waren Antonius Andreae († 1320), Hugo de Novocastro († 1322), Franz von Mayronis († nach 1326), Wilhelm von Alnwick († um 1333), Petrus Thomae († 1340), Johannes de Bassolis († 1347), Landulfo Caraccioli († 1351), Thomas Bradwardine, Petrus von Aquila († 1361), Johannes Poncius, Petrus Tartaretus, Mastrius de Meldola, Paul Scriptoris, im 17. Jahrhundert Claudius Frassen, Hyronimus de Montefortino, Aodh Mac Cathmhaoil (Hugo Cavellus) und Luke Wadding, der Herausgeber der Werke von Scotus in 12 Bänden, im 20. Jahrhundert etwa Parthenius Minges oder Deodat M. Basly.